# Кралска академия за драматично изкуство
Кралската академия за драматично изкуство (на английски: Royal Academy of Dramatic Art) е училище за драматично изкуство, което се намира в Лондон, квартал Блумсбъри.
Основана е през 1904 г. от сър Хърбърт Трий. Счита се, че е сред най-старите и най-престижните драматични училища в света.
Дипломите на академията се валидират от Кингс Колидж (от структурата на Лондонския университет).